# Castel Sant'Elia
Castel Sant'Elia är en ort och kommun i provinsen Viterbo i regionen Lazio i Italien. Kommunen hade 2 594 invånare (2018).